# 軍餘品

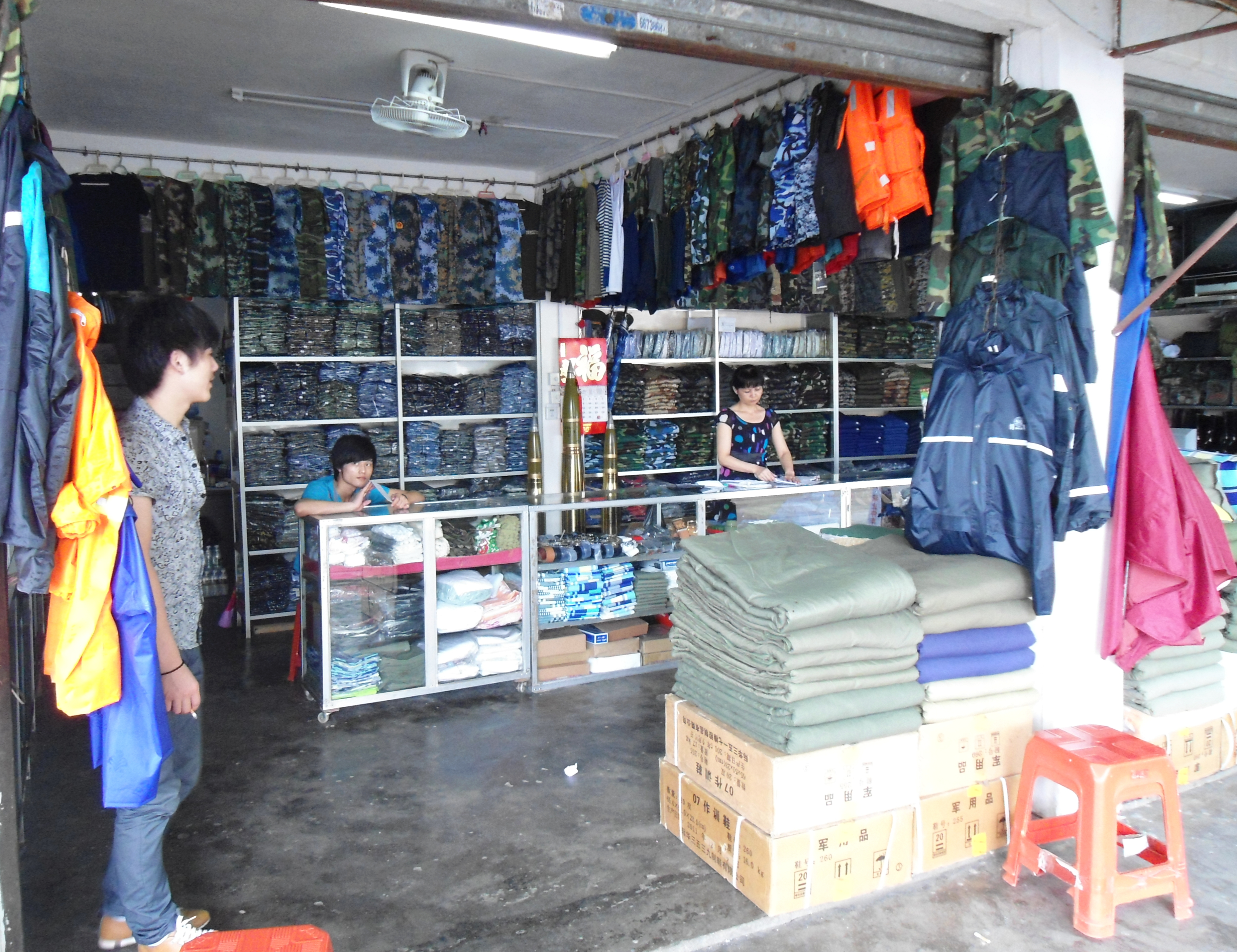
一家位于海南省海口市的中国军余品商店

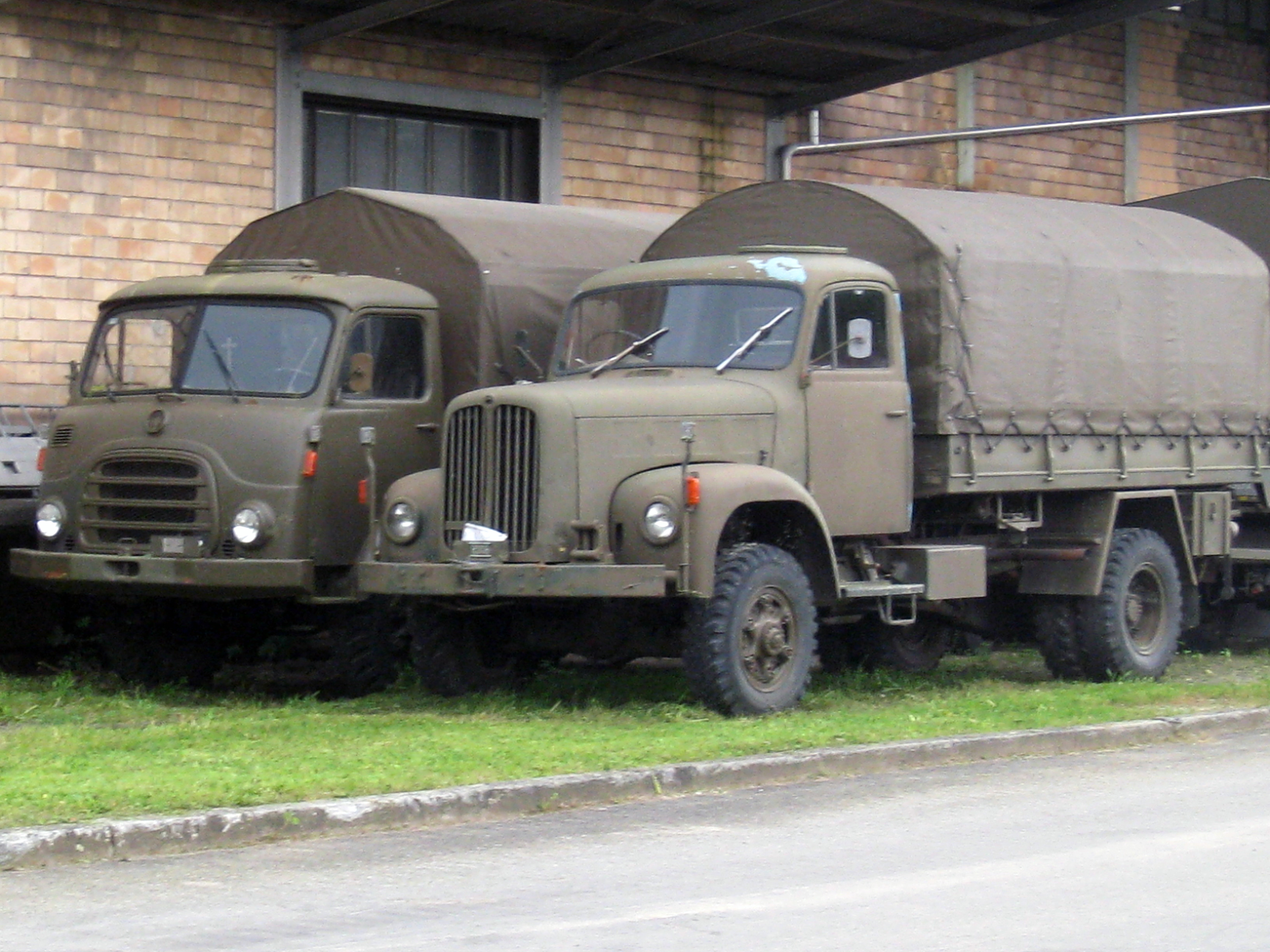
軍餘品卡車

軍餘品（英語：military surplus）是指当军方持有过剩或不再需要的物资时，将其出售或以其他方式处置的商品，通常为軍需物资。 企业家们常常购买这些物资，并在盈余品商店转售。 军方出售的物资通常包括服装、装备和工具等一般对平民有用的物品，以及繡章、姓名标签和其他近乎能以假充真军装的物品。 除此之外，军用车辆（如吉普车、卡车等）偶尔也会被出售。 一些軍餘品经销商甚至还销售军余枪支、备件和弹药，以及多余的制服和装备。
对这些物品的需求主要来自各种收藏家、户外运动爱好者、冒险家、猎人、生存主义者，与生存遊戲和彩弹游戏玩家，以及其他寻求高质量、坚固的军用服装的人。 重演团体通常会寻求准确且符合历史的重制制服和装备，用于展示、电影等。
这些物品可能是全新的，也可能是二手的。 一些剩余物资商家还销售按照军事标准私下制造的物品。 在美国，出售的大多数軍餘品被视为“军用级”。 这一称谓指符合相关的美国军事标准。例如，制服符合《陆军条例670-1》。